# اندرو فاستر (تنیس‌باز)
اندرو فاستر (انگلیسی: Andrew Foster؛ زاده ۱۶ مارس ۱۹۷۲) یک تنیس‌باز اهل بریتانیا است.